# 金昌善
金昌善（김창선，1944年—），北韓政治家，曾任職金正日書記室室長，現為金正恩書記室室長。

## 生平
金昌善出生於咸鏡北道，後畢業於金日成綜合大學俄語文學系。1969年，他在人民武力部對外事業局當指導員。翌年，他被委派到莫斯科的北韓大使館擔當武官部官員。1974年返國後，他再次在人民武力部的對外事業局工作，職銜為上級指導員。1983年，晉升為部長。在隨後的一年，他又獲委任為黨中央委員會行政科長。之後，被提拔為副部長。1992年，獲「努力英雄」的稱號。翌年，他被起用為時任最高領導人金正日書記室室長。2011年，金正恩繼承北韓最高領導人後，金昌善則成為金正恩書記室室長。
金昌善至少育有一子，名為金基石，是國家開發委員會委員長。2014年2月，據報，金基石因與之前被處決的張成澤相熟而離開崗位接受思想教育。雖然如此，金昌善並未有受到影響。

## 資料來源
1. 1 2 3 4 5  .   [2014-02-25]. （原始内容存档于2014-03-04）.
2. 1 2  金正恩秘書室長的兒子，離開崗位接受思想教育 （页面存档备份，存于）《中央日報》中文版 2014 2 24